# Alma (Nebraska)
Alma è un comune degli Stati Uniti d'America, situato in Nebraska, nella contea di Harlan.